# Plectus parvus
Plectus parvus är en rundmaskart. Plectus parvus ingår i släktet Plectus och familjen Plectidae. Arten är reproducerande i Sverige. Inga underarter finns listade i Catalogue of Life.